# Just My Luck
Just My Luck é um filme estadunidense, uma comédia romântica lançada em 2006. O filme foi dirigido por Donald Petrie e protagonizado por Lindsay Lohan e Chris Pine, com a participação da banda britânica McFly, interpretando eles mesmos. Suas filmagens ocorreram entre 13 de janeiro de 2005 e 17 de abril de 2005, em Manhattan, Los Angeles e Nova Orleans, nos Estados Unidos.

## Sinopse
Just My Luck conta a história de Ashley, mulher que sempre teve sorte em tudo o que fez na vida. Sua vida muda completamente depois que ela se encontra com Jake, um homem muito azarado, em uma festa. Eles se beijam e, misteriosamente, toda a sorte de Ashley passa para Jake e todo o azar de Jake passa para Ashley.

## Elenco
- Lindsay Lohan - Ashley Albright
- Chris Pine - Jake Hardin
- Samaire Armstrong - Maggie
- Faizon Love - Damon Phillips
- Bree Turner - Dana
- Missi Pyle - Peggy Braden
- Makenzie Vega - Katy
- Chris Carmack - David Pennington
- Carlos Ponce - Antonio
- Tom Fletcher - Tom Fletcher
- Danny Jones - Danny Jones
- Harry Judd - Harry Judd
- Dougie Poynter - Dougie Poynter
- Tovah Feldshuh - Madame Z
- Dane Rhodes - Mac
- Mikki Val - Tough Jailbird
- Antonino Camaj - Michael

## Recepção
Baseado em 106 críticas recolhidas, o Rotten Tomatoes deu ao filme uma aprovação de 13%, com uma média ponderada de 3.7/10. Por comparação, o Metacritic, que atribui uma avaliação normalizada em 100, calculou uma pontuação média de 29 em 26 críticas recolhidas, indicando críticas "geralmente negativas".
O filme estreou em #4 nas bilheterias dos Estados Unidos, arrecadando US$5,5 milhões em sua primeira semana de lançamento. Mundialmente, Just My Luck arrecadou US$38.159.905.

## Trilha sonora
A trilha sonora do filme contém apenas músicas da banda McFly. Além de diversas composições de seus dois primeiros álbuns, Room on the 3rd Floor e Wonderland, também inclui uma nova versão de 5 Colours in Her Hair, além de uma canção chamada "Just My Luck", gravada especialmente para o filme.

### Faixas
1. "I Wanna Hold You"
2. "I've Got You"
3. "Obviously"
4. "Ultraviolet"
5. "5 Colours In Her Hair" (versão dos Estados Unidos)
6. "Too Close for Comfort"
7. "All About You"
8. "That Girl"
9. "Unsaid Things"
10. "I'll Be OK"
11. "Just My Luck"
12. "Memory Lane"